# Sturnella
Sturnella és un dels gèneres d'ocells, de la família dels ictèrids (Icteridae), distribuït a Amèrica del Sud i del Nord.

## Taxonomia
Segons la classificació del Congrés Ornitològic Internacional (versió 15.1, 2025), aquest gènere conté 2 espècies:
- Pradenca occidental (Sturnella neglecta Audubon, 1844)
- Pradenca oriental (Sturnella magna Linnaeus, 1758)
- Pradenca altiplanera (Sturnella lilianae Oberholser, 1930)